# 稲川組と芳浜会の抗争事件
稲川組と芳浜会の抗争事件（いながわぐみとよしはまかいのこうそうじけん）は、昭和時代の1962年9月16日午後9時すぎから1962年9月18日までに起った稲川組と芳浜会との暴力団抗争事件。

## 発生まで
1961年10月、岐阜県の博徒池田一家の大幹部・坂東光弘が、稲川組林一家・林喜一郎総長の傘下となり、稲川組岐阜支部長に就任した。翌1962年4月、稲川裕芳は、岐阜県岐阜市の市民センターでマヒナスターズの興行を打った。このころ、坂東光弘は、岐阜県の芳浜会菊田派の菊田吉彦（のち三代目山口組直参）、岐阜県の瀬古安会・鈴木康雄（のち三代目山口組直参）、岐阜県の芳浜会の杉本重太と対立していた。

## 発生
1962年9月16日午後9時すぎ、タクシーで移動中であった坂東が、芳浜会杉本派の組員にタクシーを停められ、銃弾6発を撃たれ死亡。タクシーの助手席にいた坂東の若衆が芳浜会杉本派の組員を追ったが、見失った。同日夜、坂東を射殺した芳浜会組員が岐阜中警察署に自首した。
同日午後10時すぎ、林喜一郎は、神奈川県横浜市蒔田町の自宅で舎弟らと麻雀をしていた最中、坂東が芳浜会組員に射殺されたことを電話で知らされた。林と舎弟らは拳銃を持たず車で岐阜市へ向かった。拳銃は検問対策のために林の妻ら女性たちが届けることになった。
同日午後11時すぎ、東京の稲川組幹部・井上喜人が、坂東が芳浜会組員に射殺されたこと、および林が岐阜へ向かったことを知るに至る。井上は横須賀の稲川組横須賀一家・石井隆匡総長と小田原の稲川組組員・田中敬に、稲川組組員を連れて岐阜市に向かうよう指示した。石井隆匡は車で岐阜市に向かった。このとき岐阜市に向かった稲川組組員は200名を超えた。
同年9月17日午前3時45分、林とその舎弟達が岐阜駅前に到着。そこには芳浜会組員200名ほどが待機していた。4時15分頃になると石井とその若衆らが岐阜駅前に到着。その後、岐阜駅周辺に稲川組の車50台ほどが集結した。芳浜会も応援を呼び、芳浜会組員は300名近くになった。岐阜中警察署は、若宮町、雲雀町、神明町に300人以上の警察官を配備した。
その後、稲川組組員たちは、岐阜市内の旅館に分かれて入った。林喜一郎は「若松旅館」に入った。林喜一郎の妻ら女性たちが、稲川組組員に拳銃を届けた。
同日夜、林は、芳浜会・西松政一会長に電話を入れ「西松政一が、坂東光弘の悔やみのために、若松旅館に来るように」と迫った。
その後、岐阜中警察署の刑事課長が、芳浜会組事務所を訪ね、芳浜会組員に対し、騒動を起こさないように警告した。
同日午後11時すぎ、西松政一は、芳浜会幹部を連れて、芳浜会組事務所を出て、若松旅館に向かった。
同日午後11時30分ごろ、西松政一は、若松旅館に到着し、単身で中に入った。若松旅館では、林喜一郎、石井隆匡、田中敬、稲川組組員・山川修身らが西松政一を待っていた。西松政一は、林喜一郎、石井隆匡、田中敬、山川修身らに、芳浜会組員が坂東光弘を射殺したことを詫びた。稲川組と芳浜会は、和解した。
同年9月18日午後1時、岐阜市神明町の稲川組支部で、坂東光弘の葬儀が行われた。岐阜市に集まった稲川組組員200人超全員が、坂東光弘の葬儀に参加した。
同日、稲川角二は、林喜一郎からの電話で、稲川組と芳浜会の和解を了承し、林喜一郎に、岐阜市に集まった稲川組組員全員の引き上げを命じた。